# Huayna Picchu

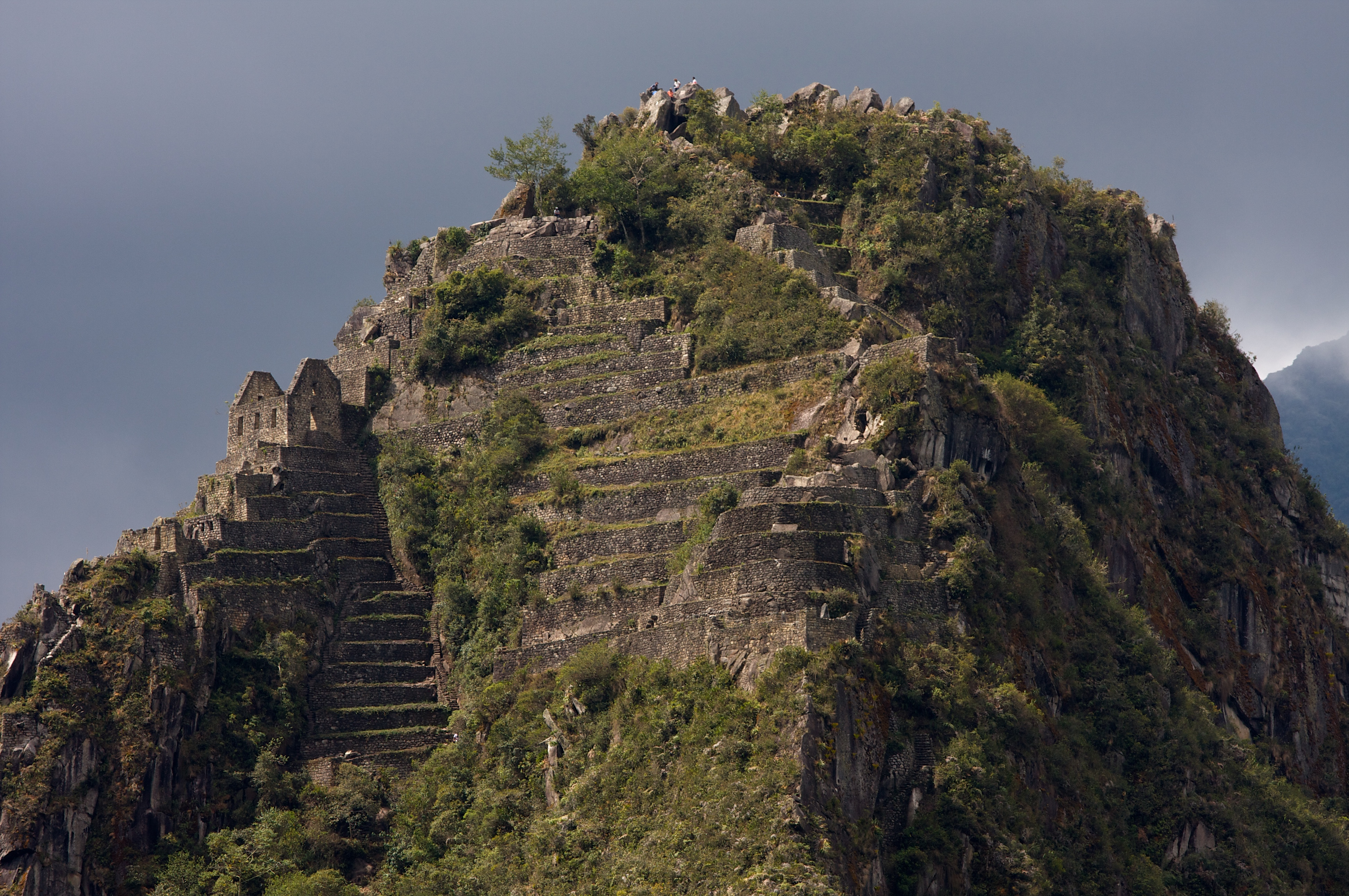
Huayna Picchu

Huayna Picchu ou Wayna Pikchu (em quíchua: “jovem montanha”) é uma montanha localizada no Peru, que forma parte oriental do maciço de Salcantay, em torno da qual o rio Urubamba segue seu curso. É a montanha icônica das fotos de Machu Picchu. O pico de Huayna Picchu esta por volta de 2.720 metros acima do nível do mar.
De acordo com guias locais, no topo da montanha era a residência do sumo sacerdote. [carece de fontes?]. Todas as manhãs, antes do nascer do sol, o sumo sacerdote, com um pequeno grupo ia a pé a Machu Picchu para assinalar a chegada do novo dia. O Templo da Lua, um dos três templos principais na área de Machu Picchu, situado no lado da montanha, a uma altitude inferior a Machu Picchu. Adjacente ao Templo da Lua é a grande caverna, outro templo sagrado com alvenaria.

## Turismo
O número de visitantes diários autorizados a entrar Huayna Picchu é limitado a 400 e dois turnos de 200. Uma subida exaustiva leva ao cume. Algumas partes são escorregadias e protegidas por cabos de aço. Às vezes, durante a estação chuvosa, os passeios estão fechados.

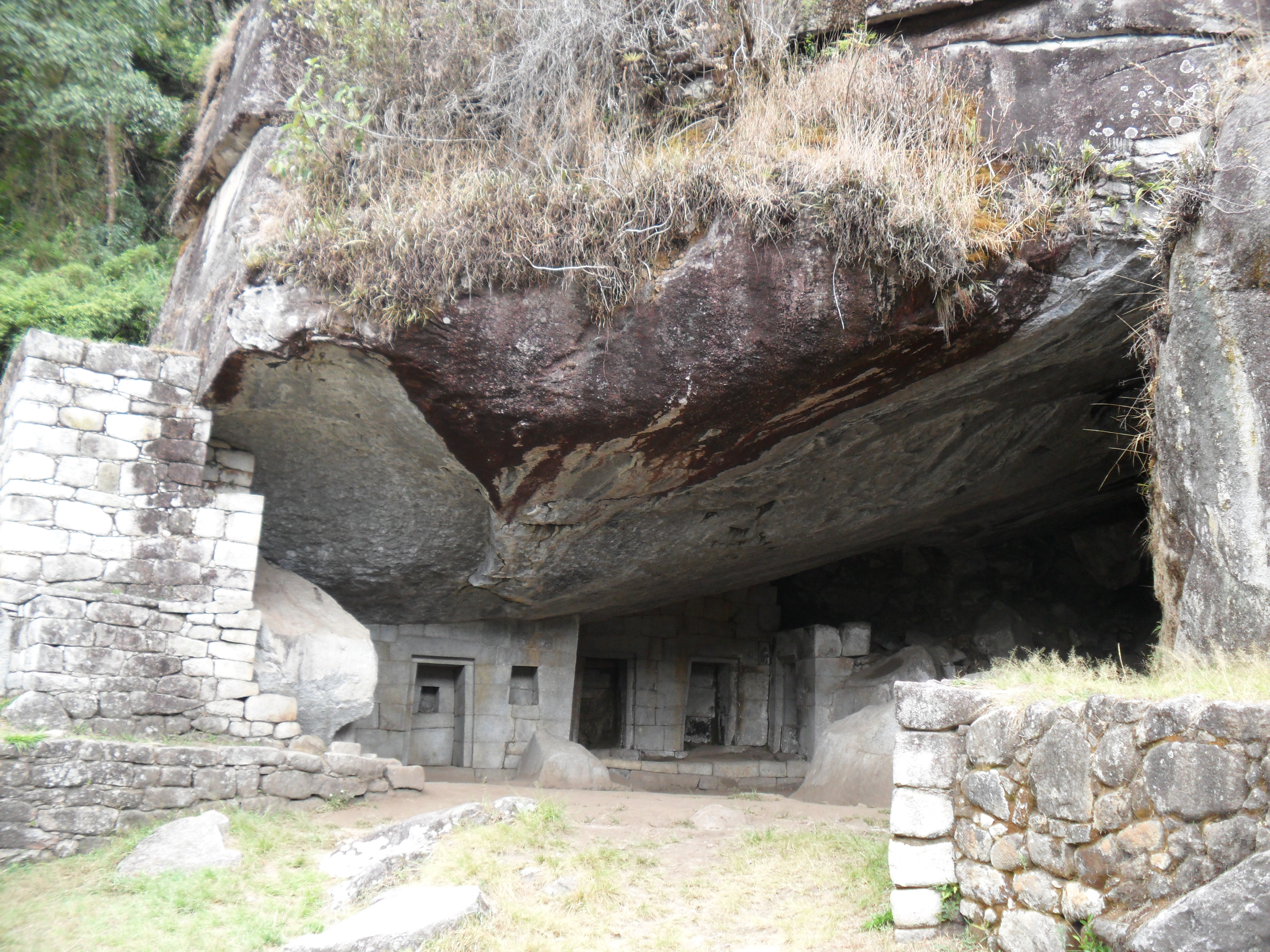
Templo da Lua

A partir da cúpula, uma trilha leva até o Templo da Lua. Essas cavernas naturais, na face norte da montanha, são inferiores ao ponto de partida da trilha. O caminho de retorno às cavernas completa uma volta em torno da montanha.